# زنان فراری
زنان فراری (چکی: Ženy v běhu) یک فیلم کمدی چکی است که در سال ۲۰۱۹ منتشر شد.

## بازیگران
- زلاتا آداموفسکووا
- ترزا کوستکووا
- ینووفا بوکووا
- اوندژی وتخی
- بولک پولیوکا
- ورونیکا کک کوباژووا